# Vladimir Draganer
Vladimir Michajlovič Draganer (Влади́мир Миха́йлович Драгане́р; * 2. březen 1981) je ukrajinsko-ruský sériový vrah, který spáchal své zločiny ve městě Kamyšin ve Volgogradské oblasti.

## Život
Vladimir Draganer se narodil 2. března 1981 ve vesnici Ljubašivka v Oděské oblasti. Později se s matkou přestěhoval do města Kamyšin, kde se usadili na Bazarovově ulici. Jako dítě ho matka ponižovala a za sebemenší prohřešek ho surově bila. Po absolvování školy nastoupil do odborného učiliště číslo 14, kde studoval na kriminální komisi. Snil o službě v ruských ozbrojených silách a chtěl se naučit bez obav zacházet se zbraněmi a používat je k zabíjení lidí, což byl jeden z důvodů, proč se později dopustil vražd.
Od 8. března 1999 se Draganer dopustil tří vražd dívek s extrémní krutostí, přičemž jedné ze svých obětí způsobil přes 50 bodných ran. Své oběti však nikdy neznásilnil ani neoloupil, jako trofeje si bral pouze symbolické předměty (například šperky). V létě 1999 jedna z obětí poprvé přežila jeho útok a poskytla policii popis zločince, ale to vyšetřovatelům nepomohlo.
Draganer také zabil dva mladé lidi. Jeho komplici v těchto zločinech byli známí z odborné školy: Pavel Ivannikov, Alexej Kozlov a bratři Alexandr a Dmitrij Šubinovi. Nejprve se Draganer snažil zabít spolužáka, který je podle jeho přátel „terorizoval“. Student byl vyvezen na rybaření, kde byl zbit do bezvědomí. Poté byl svázán a s kusem železa přivázaným k noze vhozen do řeky Volhy. Po nějaké době se tělo vynořilo – ve zprávách ACT bylo uvedeno jako neidentifikované.
Jednoho dne jeden z Draganerových přátel, Ivan, uviděl na něm krví potřísněné oblečení a zeptal se, jestli je to Kamyšinský maniak, kterého všichni hledali. Podle jeho vlastních slov si Ivan podepsal rozsudek smrti. Draganer a jeho komplicové ho chladnokrevně zbili a poté, co ho svázali, odvedli Ivana po prašné cestě vedoucí do vesnice Sestrenka k plantážím poblíž areálu vojenské jednotky. Vykopali tam hrob, do kterého oběť hodili a následně ji zastřelili a poté hrob zasypali. Přítel byl brzy prohlášen za nezvěstného a jeho fotografie, které poskytli příbuzní, skončily na stole téhož vyšetřovatele, který se případu Kamyšingského maniaka zabýval.
Koncem srpna 1999 si přeživší oběť náhodou všimla na stole vyšetřovatele fotografie, na které byl v záběru pohřešovaný Ivan spolu se svým kamarádem Vladimirem Draganerem, kterého identifikovala jako muže, který ji napadl. Během vojenské služby byl rychle zadržen u odvodní komise. Draganer se okamžitě přiznal ke všem zločinům a obvinil své komplice, přičemž matku obvinil z vštěpování nenávisti k ženám. Od dětství snil o pomstě, a tak svou první oběť zabil na Mezinárodní den žen.
Následné forenzní psychiatrické vyšetření dospělo k závěru, že Draganer byl příčetný, netrpěl duševní poruchou a byl si jasně vědom svého jednání. Dne 18. července 2001 mu Volgogradský oblastní soud udělil doživotní trest odnětí svobody. Jeho komplicové byli odsouzeni k podobným dlouhodobým trestům odnětí svobody.
Byl poslán na výkon trestu do věznice Černý delfín v Orenburgské oblasti.